# Furlough
La palabra inglesa furlough (/ˈfɜːrloʊ/; de Neerlandés, verlof: "Excedencia laboral") es un permiso temporal de los empleados por necesidades especiales de una empresa o empleador, debidas a condiciones económicas del empleador específico o de la sociedad globalmente. Estos permisos laborales "involuntarios" puede ser de duración corta o larga, y en algunos casos los afectados pueden buscar otra ocupación provisional durante ese permiso. En España son conocidos como ERTE (Expediente de Regulación Temporal de Empleo).

## Estados Unidos

### EE.UU. gobierno federal
En los Estados Unidos, los permisos laborales "involuntarios" de empleados del gobierno federal pueden ser de una naturaleza repentina e inmediata. Así fue en febrero de 2010, cuándo una única objeción de Senado de los Estados Unidos impidió que se aplicaran medidas de financiación de emergencia. Como resultado, 2 000 trabajadores federales del Departamento de Transporte de los Estados Unidos era inmediatamente despedidos a partir del 1 de marzo de 2010.  El segundo Cierre del Gobierno de los Estados Unidos más largo de este tipo fue del 16 de diciembre de 1995 al 6 de enero de 1996, que afectó a todos los empleados no esenciales, cerrando muchos servicios como los National Institutes of Health (Estados Unidos), la tramitación de visados y pasaportes, los parques y muchos otros. Esto pasó de nuevo el 1 de octubre de 2013 y el 19 de enero de 2018.
El Congreso de los Estados Unidos no aprobó la reautorización de la financiación de la Administración Federal de Aviación, y como resultado, cesó a unos 4.000 trabajadores en la medianoche del 22 de julio de 2011.

#### Potencial de despidos en 2011
El Congreso estuvo a punto de aprobar otro Cierre del Gobierno de los Estados Unidos el 8 de abril de 2011, si el plan propuesto para reducir el déficit del presupuesto federal no avanzaba. Hubiera supuesto el despido de 800.000 de los dos millones de funcionarios federales.

#### Despidos en 2013
Los primeros despidos del gobierno federal de 2013 entraron en vigor a raíz del secuestro de presupuesto (o secuestro), recortes automáticos del gasto en categorías específicas de desembolsos federales. (Este procedimiento fue utilizado por primera vez en el Gramm@–Rudman@–Hollings Acto de Presupuesto Equilibrado de 1985.) El secuestro de presupuesto se diseñó para ejecutarlo si la deuda pública de Estados Unidos superaba los objetivos de déficit establecidos. En 2013 específicamente, secuestro se refiere a una sección de la Ley de Control de Presupuestos de 2011 (EE. UU.) (BCA) que fue inicialmente establecido para empezar el 1 de enero de 2013, como una política fiscal de austeridad económica. Estos recortes se aplazaron durante dos meses por el Acto de Alivio de Contribuyente americano de 2012 hasta el 1 de marzo, cuándo esta ley surtió efecto. En ese momento, la mayoría de las agencias y departamentos federales empezaron a despedir a sus empleados para alcanzar su objetivo de recorte de gasto. Para el Departamento de Defensa de Estados Unidos, casi todo del personal de civil así como la mayoría de dedicación exclusiva, tanto técnicos militares de la Guardia Nacional de los Estados Unidos como las Reservas estuvieron afectados. El requerimiento de despido inicial era 176 horas laborables por empleado afectado, que más tarde se redujo a 88 horas. Debido a las medidas tajantes de recorte de costes en otras áreas, este despido se redujo aún más, a un total de 48 horas de trabajo por cada civil del Departamento de Defensa de Estados Unidos y tiempo completo para miembros de la Reserva.
Más tarde, el 1 de octubre de 2013, a las 12:01 a. m. EDT, la incapacidad del Congreso para acordar un proyecto de ley de gastos llevó a un cierre del gobierno. Durante el cierre, la mayoría de los empleados del gobierno "no esenciales" fueron despedidos. Esto derivó en, aproximadamente 800 000 trabajadores del gobierno que dejaron su puesto laboral el 1 de octubre. El Congreso, más tarde, unánimemente votó para restaurar el pago a los trabajadores cesados.

#### Despidos en 2018 y 2019
Debido al Cierre del Gobierno de los Estados Unidos que comenzó el 22 de diciembre de 2018, aproximadamente 350 000 empleados federales fueron cesados durante 35 días hasta el 25 de enero de 2019.

#### Despidos en 2020 en los Estados Unidos
En septiembre de 2019 el Departamento de Trabajo de los Estados Unidos emitió la Hoja Informativa #70  Hoja de Hecho que rige los despidos. Estas normas se han mantenido (a partir de 21 de marzo de 2020),pero con los nuevos acontecimientos relacionados con la Pandemia de enfermedad por coronavirus de 2020 en los Estados Unidos podrían publicarse nuevas normas y directrices en cualquier momento. El Departamento de Trabajo de los Estados Unidos tiene una página de Recursos sobre el Coronavirus que se puede consultar para ver las últimas actualizaciones.

### Escuelas
Miembros de Juntas Directivas de varios distritos escolares así como de las universidades pusieron en práctica los "días de despido" en 2009. Esto supuso que los estudiantes pagaran la misma tarifa, si no más, por su educación, a la vez que tenían menos días de clase, ya que los educadores y miembros del personal estaban despedidos o con jornadas reducidas.  En estados como Georgia, la Junta de Regentes de Georgia del Sistema Universitario de Georgia (Estados Unidos) incluyó una cláusula para que se apliquen días de permiso obligatorio pero no se pierda ninguna clase durante el año académico 2009-2010.
En California, el Consejo Empleados de Comercio Estatal (SETC) votó para implementar un permiso obligatorio "dos días por mes" para el personal y facultad de la Universidad Estatal de California. Los permisos, destinados a evitar despidos, comenzaron en agosto de 2009 y finalizaron en junio de 2010. El recorte del 10% ahorró unos 270 millones de dólares del déficit presupuestado de 564 millones de dólares en la Universidad Estatal de California.

### Sector privado
Durante la Gran Recesión de 2009 compañías como Intel, Toyota, y Gannett utilizaron estos despidos.
En los cierre de gobierno federal de 2013 contratistas federales como Lockheed Martin y United Technologies Corporation consideraron la posibilidad de despedir a sus empleados.
En 2020, gigantes minoristas, incluyendo Kohl es y Macy`s, despidieron a miles de empleados debido a la disminución de las ventas por la Pandemia de enfermedad por coronavirus de 2020 en los Estados Unidos.

## Reino Unido
La palabra furlough se usó hasta por lo menos 1908 para describir al personal militar que estaba de permiso en casa. También fue ampliamente utilizado por grupos religiosos en el siglo XX para referirse a los periodos en los que sus misioneros regresaban al Reino Unido con un permiso largo.

### Coronavirus
En 2020, el Gobierno del Reino Unido introdujo un programa furlough para apoyar empresarios y trabajadores en respuesta al Pandemia de enfermedad por coronavirus de 2020 en Reino Unido. Hasta el brote de la pandemia, el uso del “furlough” era relativamente poco común en el Reino Unido, donde incluso algunos directores de Recursos Humanos no estaban familiarizados con el sistema "furlough". El gobierno anunció un nuevo Plan de Retención de Empleo para Respuesta al Coronavirus para permitir a las empresas continuar pagando parte del salario de sus empleados, que de otra manera, se habrían quedado desempleados.